# Schlotheimia cirrosa
Schlotheimia cirrosa là một loài rêu trong họ Orthotrichaceae. Loài này được (Hedw.) Brid. mô tả khoa học đầu tiên năm 1812.